# Peenestrom

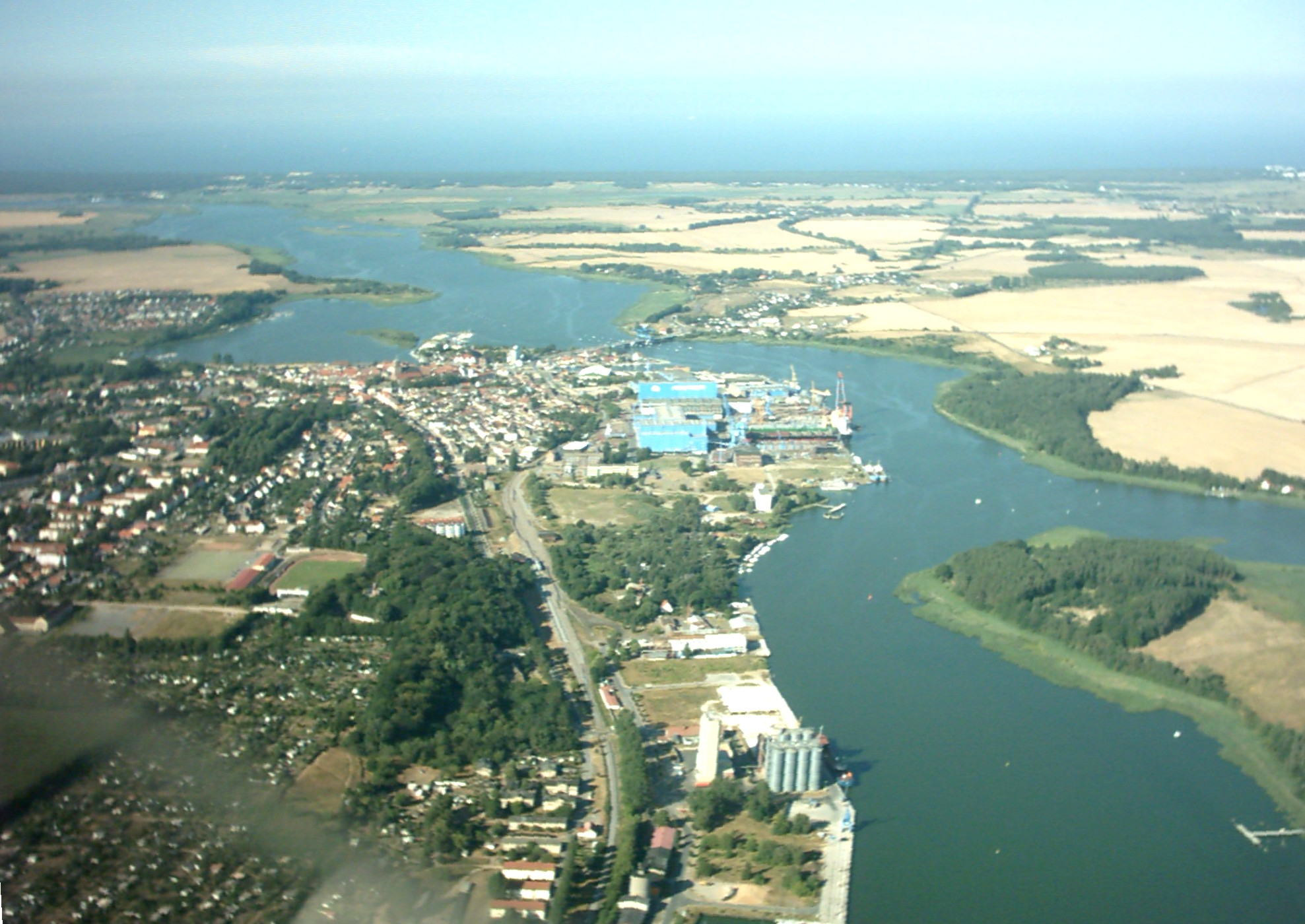
Il Peenestrom a Wolgast

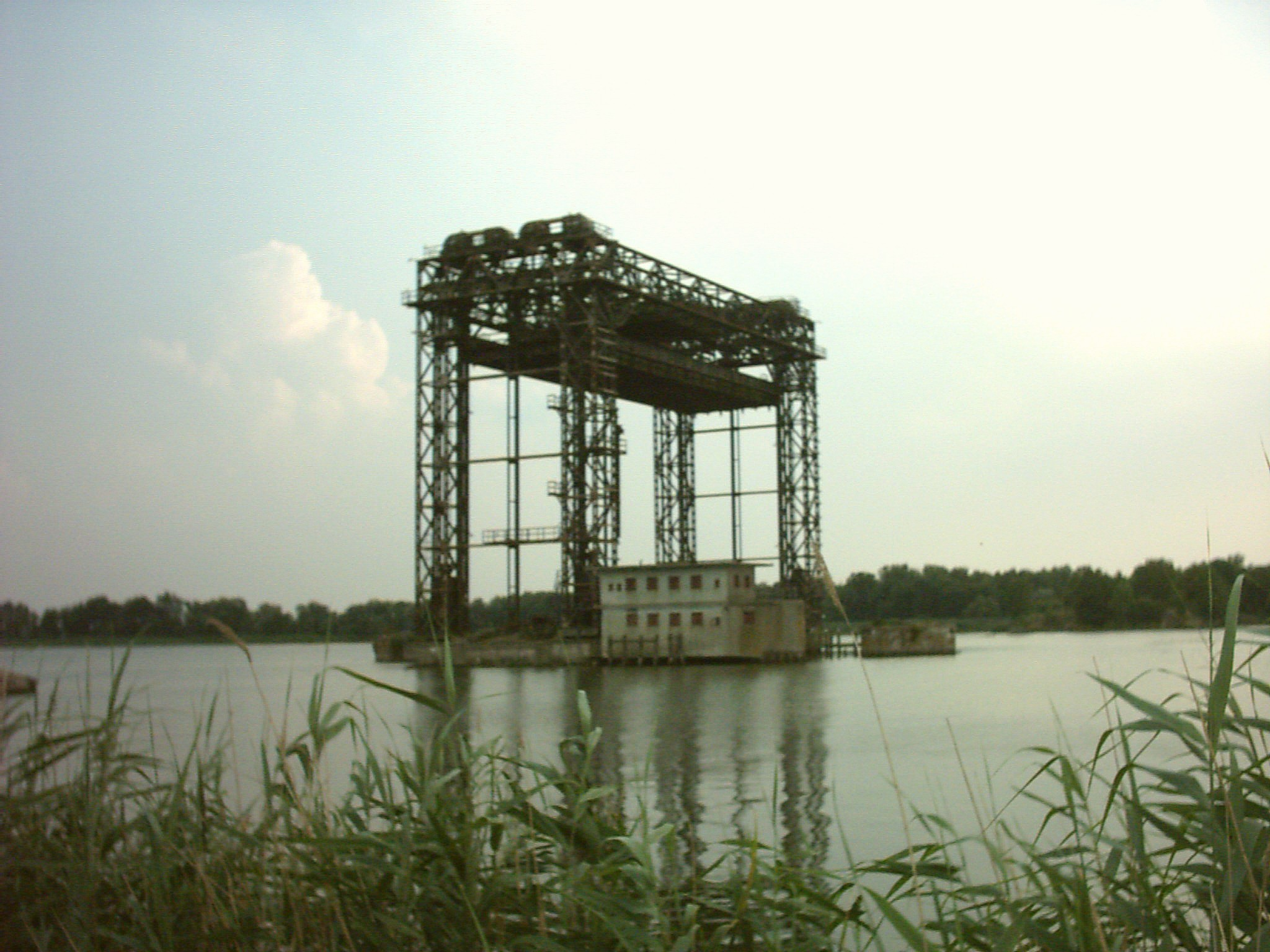
Le rovine del ponte sollevabile storico presso Karnin

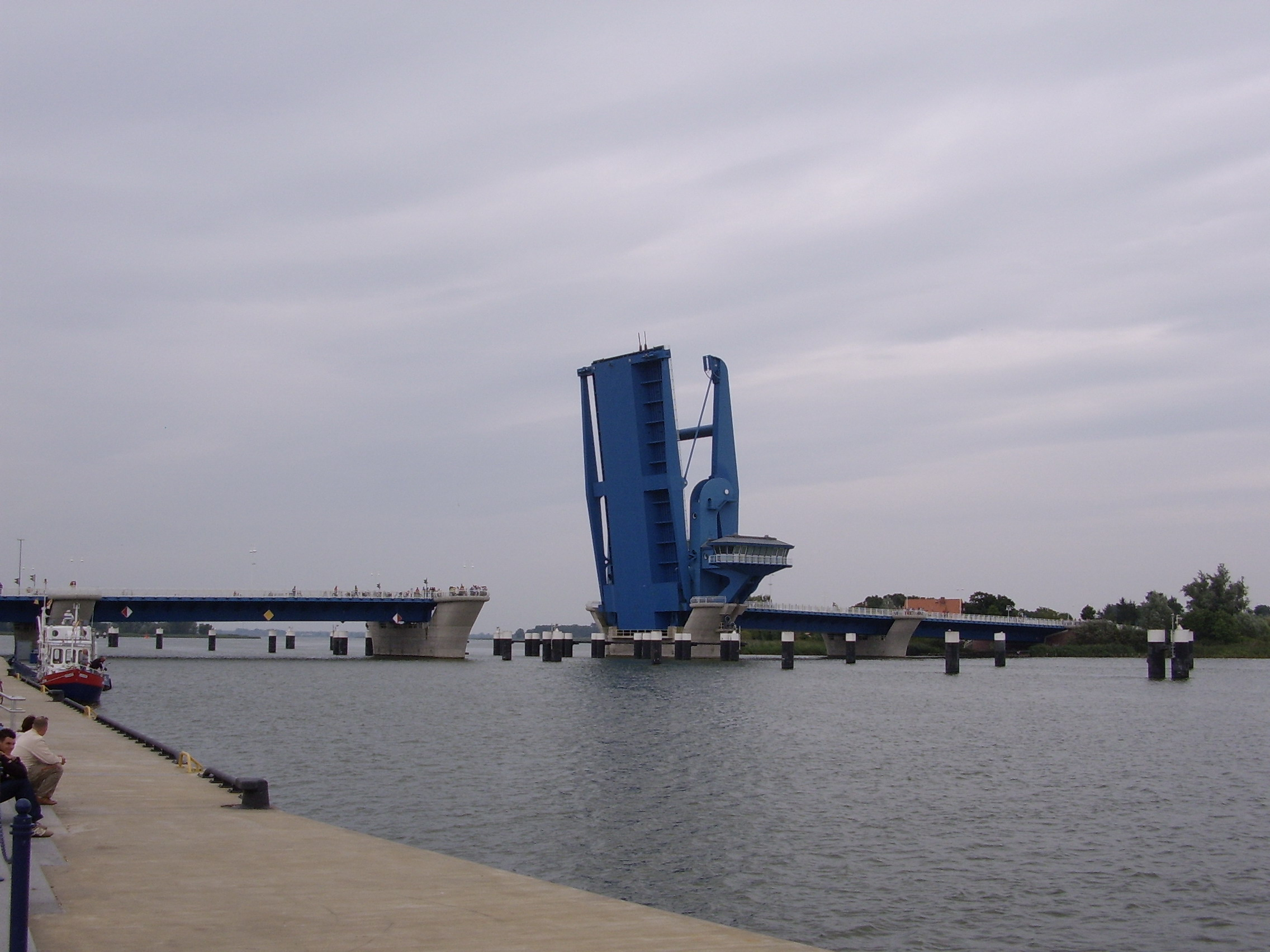
Ponte sollevabile moderno in Wolgast

Il Peenestrom è un braccio di mare del Baltico nel Meclemburgo-Pomerania Anteriore, che divide l'isola di Usedom dalla terraferma. Lungo poco più di 20 km, collega lo Haff di Stettino con il mare aperto. È il più occidentale dei tre collegamenti di questo tipo, assieme allo Świna (Swine) ed allo Dziwna (Dievenow).
Per questo il Peenestrom può considerarsi uno dei tre rami della foce dell'Oder.
Il tratto lungo 6 km dell'Haff fino al delta del fiume Peene si chiama, a rigor di termini, non Peenestrom, bensì Der Strom (la corrente).
Il nome Peenestrom deriva dal fiume Peene, che sfocia con un piccolo delta presso Anklam; dopo il Peene è il Ziese il secondo corso d'acqua per dimensioni che sfocia nel Peenestrom. 
Sul Peenestrom dominano di tanto in tanto due forti correnti costituite da masse d'acqua, che dal mar Baltico vengono spinte da violenti venti da nord fino a nordest nell'Haff e successivamente defluiscono.
Il Peenestrom ha numerosi, anche grossi, allargamenti cosicché le due baie, la Spandowerhagener Wiek la Krumminer Wiek sporgono all'interno dell'isola di Usedom. Ci sono anche grosse isole, quali la Großer Wotig, la Kleiner Wotig (Großer Rohrplan) e la Kleine Rohrplan. 
Sul Peenestrom vi sono anche il porto marittimo di Wolgast e l'ex porto militare di Peenemünde, il porto per pescherecci di Kröslin, ed i porti di Karlshagen e Lassan.
Il Peenestrom è anche apprezzato per la pratica velista e vi si trovano vari approdi per yacht, quali Kröslin, Peenemünde, Karlshagen, Zinnowitz, Wolgast, Krummin.
Presso Zecherin (parte della città di Usedom) vi è un ponte a traliccio metallico che scavalca il Peenestrom ed è mobile. A Wolgast, l'isola di Usedom è collegata alla città da un ponte sul Peenestrom che è insieme stradale e ferroviario, anch'esso mobile. 
Una passerella pedonale e ciclabile attraversa il Peenestrom tra Peenemünde e Freest/Kröslin, e un'altra fra Karnin e Kamp.
Nei pressi del sobborgo di Usedom, Karnin, nel mezzo del Peenestrom giace il relitto dell'Hubbrücke, ponte dell'ex collegamento ferroviario veloce Berlino-Swinemünde (1876–1945), i cui accessi verso terra furono fatti esplodere durante la seconda guerra mondiale dalle truppe della Wehrmacht in ritirata (1945): il centro del ponte giace ora intatto.
Il Peenestrom è, soprattutto per la sua caratteristica di luogo pescoso, uno spazio vitale per molti uccelli acquatici, a titolo di esempio l'aquila di mare, gli aldeidi (tipo aironi), i cormorani e le sterne. La foce del Peene, con il suo spazio vitale per vari tipi di uccelli nella zona di acque basse, e i suoi numerosi banchi di sabbia, così come la  penisola di Struck e l'isola di Ruden, fu destinato fin dal 1925 a parco naturale protetto.  
Fra Karlshagen e Peenemünde, vicino a Karnin, il Peenestrom è attraversato da un elettrodotto ad alta tensione (110 kV) a due terne.